# Agència de Dharwar
L'agència de Dharwar fou una entitat de control polític de l'Índia. L'agència estava formada únicament per l'estat de Savanur. Depenia del col·lector del districte de Dharwar que actuava ex officio com a agent polític del governador a Savanur.